# Liu Yuanyuan
Liu Yuanyuan (chinesisch 柳 圆圆, Pinyin Liǔ Yuányuán; * 17. März 1982) ist eine chinesische Biathletin.
Liu lief ihre ersten Rennen im Biathlon-Weltcup zu Beginn der Saison 1999/2000 in Hochfilzen. Ihr erstes Rennen war ein Einzel, in dem sie 83. wurde. Höhepunkt der ersten Saison wurden die Junioren-Weltmeisterschaften 2000 in Hochfilzen. Hier gewann die Shenyangerin mit Cheng Xiaoni und Li Hou die Bronzemedaille im Staffelwettbewerb. Zudem wurde sie Siebte im Einzel und 18. der Verfolgung. Danach dauerte es bis 2002, dass Liu in Ridnaun und erneut im Rahmen einer Junioren-WM international eingesetzt wurde. Auch dieses Ereignis brachte mit Rang vier im Einzel und 12 in der Verfolgung sehr gute Ergebnisse für die Chinesin. In Östersund startete Liu 2002, zum Auftakt der Saison 2002/2003 erstmals seit drei Jahren wieder im Weltcup und wurde 39. im Sprintrennen. Es sollte auf Jahre ihr bestes Ergebnis in einem Einzelrennen bleiben. Höhepunkt der Saison wurden die Biathlon-Weltmeisterschaften 2003 in Chanty-Mansijsk. Liu wurde 68. im Einzel, 63. im Sprint und gemeinsam mit Kong Yingchao, Sun Ribo und Liu Xianying Neunte im Staffelwettbewerb. Mit der Staffel konnte die Chinesin zu Beginn der folgenden Saison in Kontiolahti sogar Sechste werden. Seit 2004 musste Liu bei stärkerer interner Konkurrenz im chinesischen Nationalkader häufiger im Biathlon-Europacup antreten. Mehrfach erreichte sie Top-Ten-Ergebnisse, darunter 2005 einen fünften Platz beim Sprint von Ridnaun.
Zwischen 2005 und 2008 bestritt die Chinesin keine internationalen Biathlon-Rennen mehr, sondern wechselte zum Skilanglauf. Hier bestritt sie Ende 2005 in Changchun im Rahmen des Fernost-Cups ihre ersten Rennen. Nur wenig später trat sie schon bei den Wettkämpfen in Pragelato Plan im Rahmen der Olympischen Spiele 2006 von Turin an. Dort wurde Liu 32. in der Verfolgung, 45. über 30 Kilometer und 16. mit der Staffel. Anschließend folgte das Debüt im Skilanglauf-Weltcup bei einem Sprint in Changchun, bei dem sie als 29. ihre ersten Weltcuppunkte gewann. An selber Stelle zeigte sie im Februar 2007 auch ihre stärkste Leistung, als sie im Rennen über 10 Kilometer Vierte wurde. Zuvor wurde sie dort bei den Winter-Asienspielen 2007 Neunte über 5 km klassisch und gewann mit der Staffel die Silbermedaille. Im Dezember 2007 und Januar 2008 gewann Liu jeweils ein 5-Kilometer-Rennen in Idre und Särna im Rahmen des FIS-Cups. Trotz mehrerer guter Ergebnisse konnte die Chinesin beim Skilanglauf nicht überzeugen, weshalb sie 2008 wieder zum Biathlon zurück wechselte.
Ihr Comeback im Biathlon gab sie zum Auftakt der Saison 2008/09 im IBU-Cup und wurde 19. im Sprint von Idre. Kurz darauf lief sie in Östersund auch wieder Weltcuprennen. Beim ersten Einzelrennen 2009, einem Sprint in Oberhof, lief Liu als 12. erstmals in die Punkteränge. Bei der Winter-Universiade 2009 in Harbin gewann sie Silber in der Verfolgung. Letztmals startete sie bei den Winter-Asienspielen 2011 in Almaty. Dort holte sie die Bronzemedaille mit der Skilanglaufstaffel und die Silbermedaille mit der Biathlonstaffel.

## Biathlon-Weltcup-Platzierungen
Die Tabelle zeigt alle Platzierungen (je nach Austragungsjahr einschließlich Olympische Spiele und Weltmeisterschaften).
- 1.–3. Platz: Anzahl der Podiumsplatzierungen
- Top 10: Anzahl der Platzierungen unter den ersten zehn (einschließlich Podium)
- Punkteränge: Anzahl der Platzierungen innerhalb der Punkteränge (einschließlich Podium und Top 10)
- Starts: Anzahl gelaufener Rennen in der jeweiligen Disziplin

| Platzierung                      | Einzel | Sprint | Verfolgung | Massenstart | Staffel | Gesamt |
| -------------------------------- | ------ | ------ | ---------- | ----------- | ------- | ------ |
| 1. Platz                         |        |        |            |             |         |        |
| 2. Platz                         |        |        |            |             | 1       | 1      |
| 3. Platz                         |        |        |            |             |         |        |
| Top 10                           |        |        |            |             | 6       | 6      |
| Punkteränge                      |        | 3      | 1          |             | 6       | 10     |
| Starts                           | 10     | 21     | 6          |             | 8       | 45     |
| Stand: nach der Saison 2009/2010 |        |        |            |             |         |        |